# Erich Jarvis
Erich Jarvis es profesor de la universidad de Rockefeller (Rockefeller University). Lidera un equipo que investigadores que estudian neurobiología del aprendizaje, un componente comportamental crítico de la lengua hablada. Entre los modelos animales que estudia están los paseriformes, los loros y los colibríes. Como los humanos, estos grupos de aves tienen la capacidad de aprender y enseñar nuevos sonidos que pueden incluir en sus repertorios vocales. Estos sonidos son transmitidos culturalmente de una generación a la siguiente. Jarvis se enfoca en las rutas metabólicas involucradas en la perceción y la producción de las vocalizaciones aprendidas, y en el desarrollo de los cirtuitos cerebrales asociados al aprendizaje vocal. Para esto, el Dr. Jarvis utiliza una aproximación intengral en sus investigaciones, combinando técnicas de comportamiento, anatomía, electrofisiología, biología molecular y genómica. Los descubrimientos del Dr. Jarvis y sus colaboradores incluyen los primeros hallazgos de expresión génica cerebral regulada comportamentalmente, regulación génica dependiente del contexto social, sistemas de aprendizaje vocal convergentes a través de grupos de animales lejánamente relacionados, el gen FOXP2 en el aprendizaje vocal de las aves, y el hallazgo de que los sistemas de aprendizaje vocal han evolucionado más allá de los sistemas ancestrales de aprendizaje motor. 
En el 2002, la Fundación Nacional para la Ciencia de los Estados Unidos (National Science Foundation) otorgó a Jarvis su más alto honor para un joven investigador, el Alan T. Waterman Award.
En el 2005 le fue concedidó el National Institutes of Health Director’s Pioneer Award que proporciona financiación por 5 años a investigadores que utilizan aproximaciones innovadoras en la investigación biomédica. En el 2008 Jarvis fue seleccionado para la posición de Investigador en el Howard Hughes Instituto Médico.
Jarvis recibió un B.A. del Hunter College y un Ph.D. de la Rockefeller University.

## Publicaciones Seleccionadas en Neurobiología y Aprendizaje Vocal
- Jarvis ED, Nottebohm F. Motor-driven gene expression. (1997) http://www.jarvislab.net/Publications/pnas94-4097.pdf (enlace roto disponible en Internet Archive; véase el historial, la primera versión y la última). Proc. Natl. Acad. Sci. 94:4097-4102
- Jarvis ED, Scharff C, Grossman M, Ramos JA, Nottebohm F. For whom the bird sings: context-dependent gene expression. (1998) http://www.jarvislab.net/Publications/Neuron21-775.pdf (enlace roto disponible en Internet Archive; véase el historial, la primera versión y la última). Neuron 21:775-788.
- Jarvis ED, Ribeiro S, Vielliard J, DaSilva M, Ventura D, Mello CV. Behaviorally-driven gene expression reveals hummingbird brain song nuclei. (2000) http://www.jarvislab.net/Publications/JarvisEtAl2000(Nature).pdf (enlace roto disponible en Internet Archive; véase el historial, la primera versión y la última). Nature 406:628-632.
- Jarvis ED. Learned birdsong and the neurobiology of human language.(2004) http://www.jarvislab.net/Publications/Jarvis_Birdsong_Language.pdf (enlace roto disponible en Internet Archive; véase el historial, la primera versión y la última). Ann. N.Y. Acad. Sci. 1016: 746-777.

- Haesler S, Wada K, Nshdejan A, Morrisey E, Lints EKT, Jarvis ED, Scharff C. FoxP2 expression in avian vocal learners and non-learners. (2004) http://www.jarvislab.net/Publications/FoxP2Expression.pdf (enlace roto disponible en Internet Archive; véase el historial, la primera versión y la última). J. Neurosci. 24:3164-3175
- Jarvis ED, O Güntürkün, L Bruce, A Csillag, HJ Karten, W Kuenzel, L Medina, G Paxinos, DJ Perkel, T Shimizu, GF Striedter, M Wild, GF Ball, J Dugas-Ford, S Durand, G Hough, S Husband, L Kubikova, DW Lee, CV. Mello, A Powers, C Siang, TV Smulders, K Wada, SA White, K Yamamoto, J Yu, A Reiner, AB Butler. Avian Brain Nomenclature Consortium. Avian brains and a new understanding of vertebrate brain evolution. (2005) http://www.jarvislab.net/Publications/avianbrainnomenclature.pdf (enlace roto disponible en Internet Archive; véase el historial, la primera versión y la última). Nature Rev Neurosci. 6:151-159.
- Mouritsen H, Feenders G, Liedvogel M, Wada K, Jarvis ED. A night vision brain area in migratory songbirds. (2005) http://www.jarvislab.net/Publications/NightVisionBrain.pdf (enlace roto disponible en Internet Archive; véase el historial, la primera versión y la última). Proc. Natl. Acad. Sci. 102:8339-8344.
- Wada K, Howard JT, McConnell P, Lints T, Rivas MV, Whitney O, Horita H, Patterson MA, White SA, Scharff C, Heasler S, Zhao S, Sakaguchi H, Hagiwara M, Shiraki T, Hirozane-Kishikawa T, Skene P, Hayashizaki Y, Carninci P, Jarvis ED. A molecular neuroethological approach for identifying and characterizing a cascade of behaviorally regulated genes.(2006) http://www.jarvislab.net/Publications/Wada%20et%20al%20corrected.pdf (enlace roto disponible en Internet Archive; véase el historial, la primera versión y la última). Proc. Natl. Acad. Sci. 103:15212-15217.
- Smith VA, Yu J, Smulders TV, Hartemink AJ, Jarvis ED. Computational inference of neural information flow networks. (2006) http://www.jarvislab.net/Publications/Smith%20et%20al%20main%20text%202006.pdf (enlace roto disponible en Internet Archive; véase el historial, la primera versión y la última). PLoS Comp. Biol. 2:1436-1449.
- Feenders G, Liedvogel M, Rivas MV, Zapka M, Horita H, Hara E, Wada K, Mouritsen H, Jarvis ED. Molecular mapping of movement-associated areas in the avian brain: A Motor theory for vocal learning origin. (2008) http://www.jarvislab.net/Publications/Feenders_et_al_2008.pdf (enlace roto disponible en Internet Archive; véase el historial, la primera versión y la última). PLoS ONE 3(3): e1768, 1-27.

## Premios y honores
- 1986	First Place Award for Excellence in Biomedical Research, NIH-MBRS Annual Symposium
- 2000	Esther & Joseph Klingenstein Award in Neuroscience
- 2000	Whitehall Foundation Award in Neuroscience, 2nd highest score
- 2000	David and Lucille Packard Foundation Award
- 2000	Hall of Fame: Hunter College Search for Education, Elevation & Knowledge (SEEK), NY
- 2001	Duke University Provost Bioinformatic Award
- 2002	Duke University Provost Computational Biology Award
- 2002	Hall of Fame: Alumni Association of Hunter College
- 2002	Human Frontiers in Science Program Young Investigators Award
- 2002	NSF Alan T. Waterman Award. NSF’s highest award for young investigators given annually to one scientist or engineer who under the age of 35 made a significant discovery/impact in science. Awarded for molecular approach and findings to map brain areas involved in behavior.
- 2003	The 2003 Distinguished Alumni Award of the City University of New York
- 2004	Intranet Linguists of the Year for 2004
- 2005	Dominion Award: Strong Men and Women of Excellence: African American Leaders. Prior awardees include Arthur Ash, Maya Angelou, Oprah Winfrey, and Michael Jordan.
- 2005	NIH Director’s Pioneer Award. Given annually to top ~1.5% of applicants
- 2006	Discover magazine top 100 science discoveries of 2005; avian brain nomenclature listed at #51
- 2006 Diverse magazine’s top 10 emerging scholars of 2006
- 2006	Popular Science Magazine’s Brilliant 10 of 2006 under the age of 45
- 2007	Mental Floss Magazine’s 10 Trail blazing scientist of 2007
- 2007	Creator Synectics’ top 100 geniuses
- 2008	HHMI Investigator Award

## Impacto público
- New York University School of Medicine Invited Speaker 1st Annual Minority Student Conference
- National Academies of Science Evolution and Medicine 2009
- NOVA Science Now
- People Magazine
- My Hero